# Sant Julià d'Estavar
Sant Julià d'Estavar és l'església parroquial del poble i comuna d'Estavar, pertanyent a la comarca de l'Alta Cerdanya, a la Catalunya del Nord.
Està situada en el sector nord-est de l'actual nucli de població d'Estavar, a la Plaça de Sant Julià, just a l'arrencada del Camí d'Odelló.

## Història
L'abadia de Sant Miquel de Cuixà posseïa propietats a Estavar des del 1094, quan li foren donats pel comte de Cerdanya Guillem Ramon I; aquestes propietats foren confirmades el 1163 en una butlla papal d'Alexandre III, tot i que l'església pertanyia al Bisbat d'Urgell.

## Edifici
La seva edificació es va portar a terme a la segona meitat del segle xii. De l'edifici original es conserva l'absis i el principi de la nau; la resta, són modificacions i reconstruccions posteriors. És de planta rectangular, amb absis semicircular i coberta amb volta de canó apuntada. Com altres esglésies de la comarca, té la sagristia i dues capelles laterals afegides més tard. Dins d'una de les capelles hi ha una làpida amb la data del 1538.

### Exterior

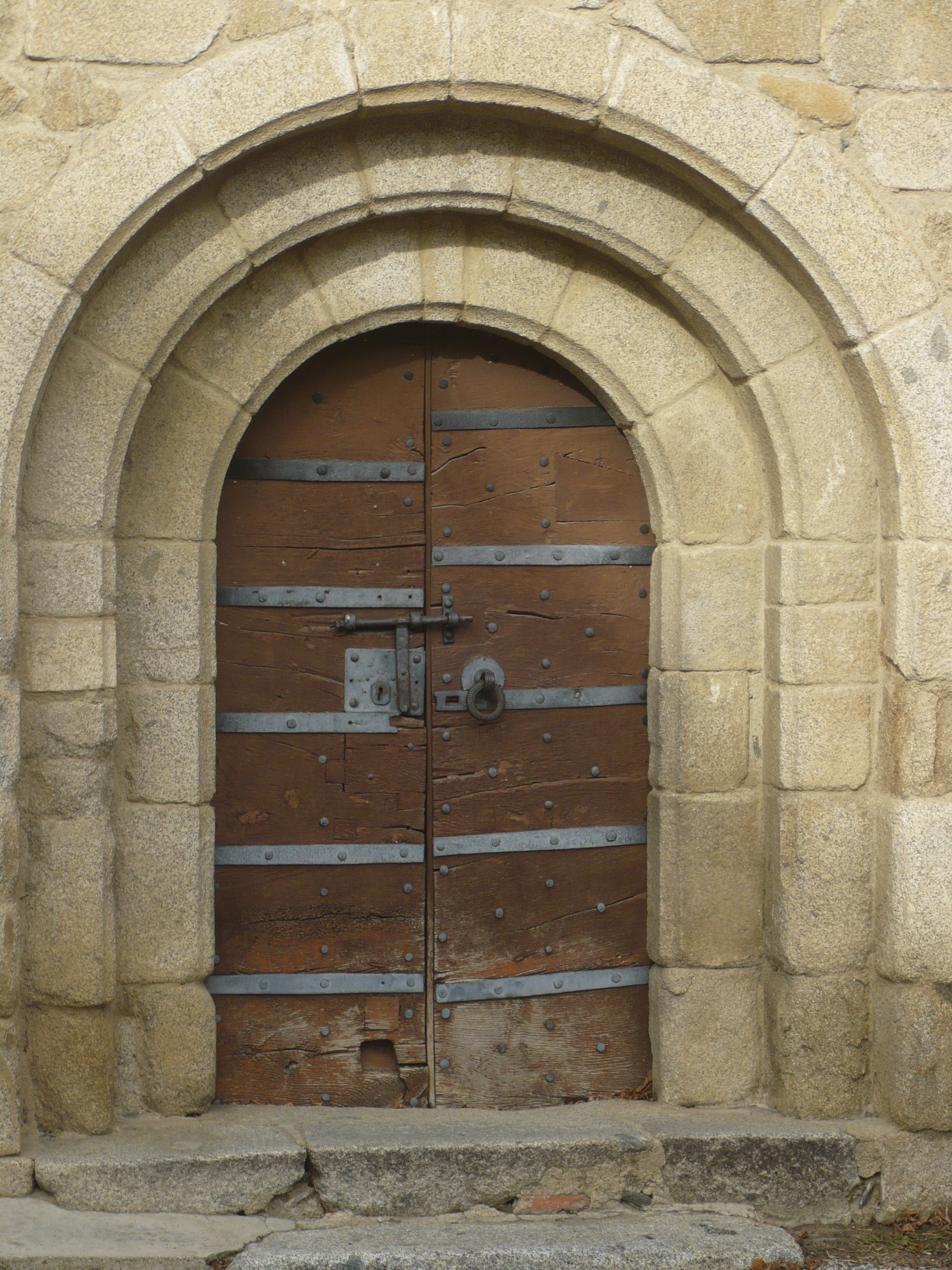
Portalada de l'església

En el centre de l'absis es troba una finestra amb tres arquivoltes, la interior de bordó llis, la central imitant un cordó i la més exterior està reforçada amb un arc de pedres allargades. En la part superior del tambor de l'absis, construït amb carreus rectangulars de força volum i de bella factura, es troba un fris de dents de serra sostingut per unes mènsules tallades amb figures geomètriques d'animals i de caps humans. Són de factura semblant a d'altres que hom pot veure a l'absis de les esglésies de Bolvir i de Guils de Cerdanya. A la base de l'absis hi ha, reaprofitats, carreus de factura romana.

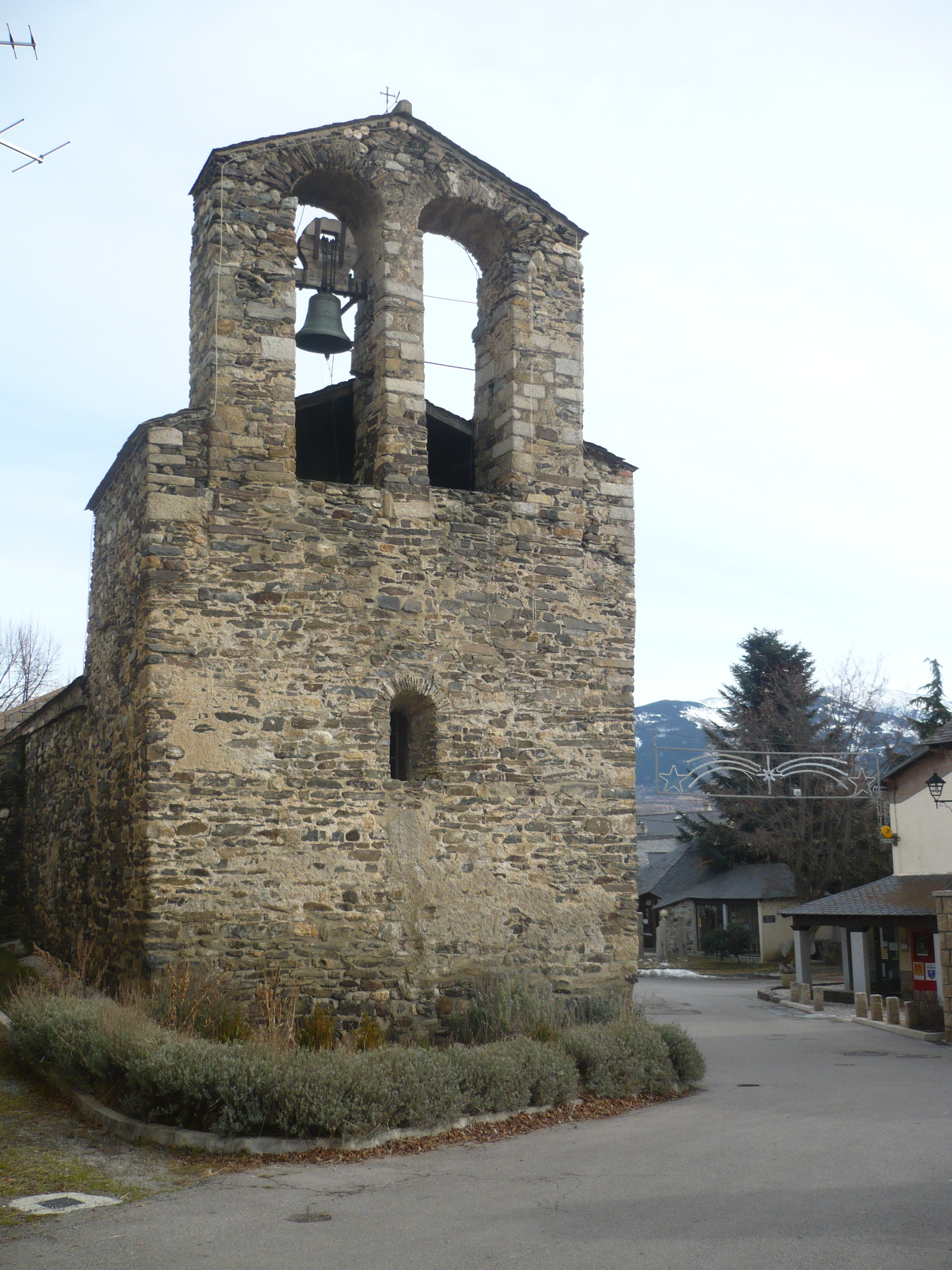
Frontis occidental

En un cos afegit un poc més alt que la nau hi ha el campanar de cadireta, amb una obertura de dos ulls. La porta d'entrada, situada en el mur sud, és de tres arquivoltes llises.

### Les pintures murals
Tot i que bastant desfetes, les pintures murals que es conserven a Sant Julià d'Estavar són semblants a les de Sant Pere de la Seu d'Urgell, conservades en el Museu Nacional d'Art de Catalunya (MNAC): una síntesi entre l'Ascensió i la segona Parusia, ja que el Crist de l'Ascensió és alhora el del retorn a la fi dels temps. Aquesta imatge de Jesucrist, en forma de Pantocràtor, estava envoltada pel Tetramorf, però és aquesta la part més malmesa, i només se'n conserven vestigis del lleó de l'apòstol Marc, de l'àguila de Joan i del bou de Lluc. La part inferior de la màndorla és la més ben conservada, amb els peus de Jesucrist i la decoració que l'acompanyava, amb una greca i unes onades. Dessota, una part dels apòstols també s'hi pot apreciar, encara: tres a la dreta de la finestra i cinc a l'esquerra, que, segons les inscripcions existents, són Felip, Andreu, Judes, Simó i Joan. Les figures estan representades alternant-se en dues posicions: una amb les cames creuades en posició de caminar i amb la mà dreta alçada assenyalant la màndorla, i una altra en posició frontal, estàtica, sostenint un llibre. S'hi conserva també la imatge d'una santa que, segons la part d'inscripció no esborrada, podria tractar-se de santa Basilissa, esposa de sant Julià, patró de l'església. Pels detalls d'aquests pintures, es poden datar ja en el segle xiii.